# クイニョン・スタジアム
クイニョン・スタジアム(ベトナム語: Sân vận động Qui Nhơn、英: Quy Nhon Stadium)は、ベトナムのビンディン省クイニョンにある多目的スタジアムである。

## 概要
収容人数は20,000人。主にサッカーの試合に用いられ、ベトナムサッカーリーグに所属するビンディンFCがホームスタジアムとして使用している。また、ビンディンFCがAFCチャンピオンズリーグ2004に参戦した際にこのスタジアムが使用されている。

## 交通アクセス
フーカット空港よりベトナム鉄道に乗る。南北線のジウチ（Diêu Trì）駅から支線に乗り換え、クイニョン駅より徒歩約3分。